# Oscar Héctor Costas
Oscar Héctor Costas (Tolombón, 7 de abril de 1904 - Salta, 26 de diciembre de 1982) fue un político y médico rural argentino, perteneciente al Partido Peronista, que ocupó el cargo de Gobernador de Salta entre el 10 de enero de 1950 y el 1 de marzo de 1951.

## Biografía
Nació en Tolombón, Cafayate. Era hijo de Luis Avelino Costas y Genoveva Figueroa y se casó con Pura Moreno Alonso. Era sobrino del dirigente conservador Robustiano Patrón Costas. 
Egresó de médico en la Universidad Nacional de Córdoba en 1934 diplomándose como médico con summa cum laude.
Se desempeñó como médico rural en su provincia y Formosa, formó un instituto destinado a centralizar la investigación, estudio y profilaxis del chagas, que era una enfermedad endémica en su provincia natal. 
Ejerció como docente de medicina en la ciudad de Salta. Integró el Consejo General de Educación provincial y el Círculo Médico de Salta. Fue director de Asistencia Pública de aquella provincia y primer director del Hospital de Joaquín V. González, que en la actualidad lleva su nombre. Durante su gestión se establecieron las municipalidades electivas; se ordenaba el fomento de la salud pública y la educación, que pasaba a ser parcialmente financiada por el estado provincial;el fomento el cooperativismo, el ahorro, la producción y las condiciones de vida de la población. 
Entre 1946 y 1948 se desempeñó como senador provincial por el Departamento de Anta. En 1950 es electo Gobernador de Salta, de la lista interna Lista Roja Frente Revolucionario 4 de junio del Partido Peronista la cual contaba con el apoyo de la familia de dirigentes San Millán frente a otra lista con el apoyo de la familia de Cornejo. Durante su mandato llevó electricidad y agua corriente a decenas de pueblos como El Tabacal, Tartagal, Aguaray, Luracatao, Santa Victoria, Santa Mónica y La Candelaria y Cafayate. Al mismo tiempo asfalto los caminos que conectaban la capital con los departamentos de Orán, del Rivadavia y General José de San Martín.
Renunció en 1951, asumió en su lugar su vicegobernador, el también peronista Carlos Xamena.Se retiró de la política para volver a ejercer a su profesión como médico. Organizó el departamento de medicina del recién creado
Centro de Higiene Salta que fue transferido a la Facultad de Medicina de Tucumán en 1954 que sería la base de la posterior Universidad Nacional de Salta, ejerciendo cómo jefe de cátedra de medicina pediátrica hasta que fue cesanteado tras el golpe de Estado de septiembre de 1955.
Fue intendente de Joaquín V. González en 1966, cargo que abandonó por motivos de salud; de aquella localidad había sido rector del instituto secundario entre 1959 y 1961.